# Boone County (Nebraska)
Boone County is een county in de Amerikaanse staat Nebraska.
De county heeft een landoppervlakte van 1.779 km² en telt 6.259 inwoners (volkstelling 2000). De hoofdplaats is Albion.

## Bevolkingsontwikkeling

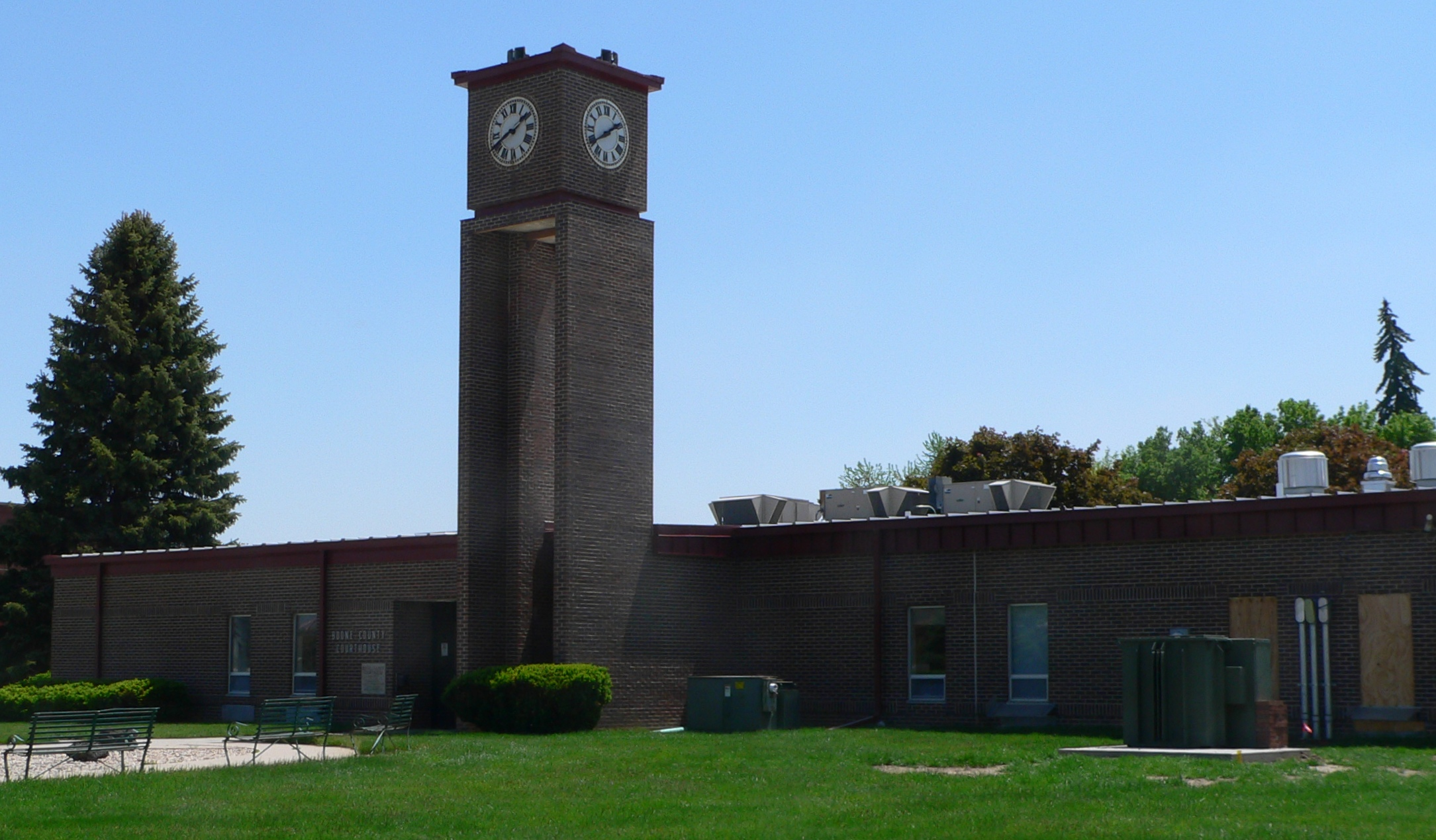
Boone County Courthouse